# Ints
Ints est un prénom masculin letton, diminutif de Indriķis et apparenté à Henri, pouvant désigner :

## Prénom
- Ints Cālītis (en) (né en 1931), homme politique letton
- Ints Dālderis (en) (né en 1971), clarinettiste et homme politique letton
- Ints Ķuzis (lv) (né en 1962), chef de politique d'État letton
- Ints Teterovskis (lv) (né en 1972), chef d'orchestre letton